# Porphyrinia kindermannii
Porphyrinia kindermannii är en fjärilsart som beskrevs av Jean Baptiste Boisduval 1840. Porphyrinia kindermannii ingår i släktet Porphyrinia och familjen nattflyn. Inga underarter finns listade i Catalogue of Life.